# Alaptus priesneri
Alaptus priesneri är en stekelart som beskrevs av Soyka 1950. Alaptus priesneri ingår i släktet Alaptus och familjen dvärgsteklar.
Artens utbredningsområde är:
- Egypten.
- Italien.

Inga underarter finns listade i Catalogue of Life.